# Suva gora
Suva gora ( makedonski: Сува Гора ) je planina, koja se nalazi u sjeverozapadnom dijelu Republike Makedonije. U njezinom podnožju se sa zapadne strane nalazi Pološka kotlina (u kojoj se nalaze gradovi Tetovo i Gostivar), a s istočne strane kanjon rijeke Treske.
Ova krška planina spada u staro gorje, potpuno je bezvodna, osim rijeke Treske koja ima neobično dubok i teško prohodan kanjon u planini. Najviši vrh je Krstec Tepe s 1 401 metrom. U podnožju planine, na jugoistoku nalazi se gradić Makedonski Brod.
- Dio ove planine spada u šumski rezervat Jasen, s dijelovima planina; Karadžica i Suva planina.